# Colliguay (Chile)
Colliguay es una zona rural perteneciente a la comuna de Quilpué, provincia de Marga Marga, Región de Valparaíso, Chile.

## Etimología
Su nombre proviene del mapudungun colli, «rojo»,  y huay, «espina». Se refiere a la planta homónima, el colliguay.

## Historia

### Independencia de Chile
Se cree que el origen inmediato de Colliguay se dio luego de la derrota que tuvo el ejército realista español en la Batalla de Chacabuco, donde esta hueste encontró refugio en el lugar, en vista de su búsqueda y ejecución posconflicto por parte del ejército patriota. Así, las propias condiciones de aislamiento del valle permitieron su primer asentamiento permanente. La identificación previa de esta característica permitió a los españoles de aquella época sobrevivir, dejando un remanente traducido en descendencia hasta nuestros días. Esta identificación previa se inició desde la colonia, por dos motivos de experiencias previas:
- El hallazgo, por parte de los colonizadores españoles, de fuentes de oro en la divisoria de aguas entre el Marga-Marga y el Puangue, y la consiguiente explotación de las minas El Álamo y San Lorenzo de Colliguay, que fueron de vital importancia hasta el siglo XVIII.[2]
- Fue un relevante sitio intermedio entre Santiago, capital de la Capitanía de Chile, y Valparaíso, el entonces principal puerto.

### Complot de Colliguay
En la década de 1950 la localidad se hizo conocida por el descubrimiento de un complot contra el entonces Presidente Gabriel González Videla, que se conoció como el Complot de Colliguay. El hecho consistió en simular el secuestro de dos dirigentes sindicales, Edgardo Maass y Domiciano Soto, para responsabilizar al gobierno de una supuesta detención ilegal, lo que provocaría una huelga general.

### Golpe de Estado de 1973
Con posterioridad al golpe de Estado de 1973, y entre octubre de 1973 y mayo de 1974, la Armada de Chile administró el Campo de Concentración para Presos Políticos denominado indistintamente «Melinka», «Isla Riesco» u «Operativo X», ubicado al interior del «Fundo Lliu Liliu», propiedad de la oligárquica familia Matte Larraín, situada en las 33°8.259′S 71°12.259′O / -33.137650, -71.204317.

## Geografía
Relieve

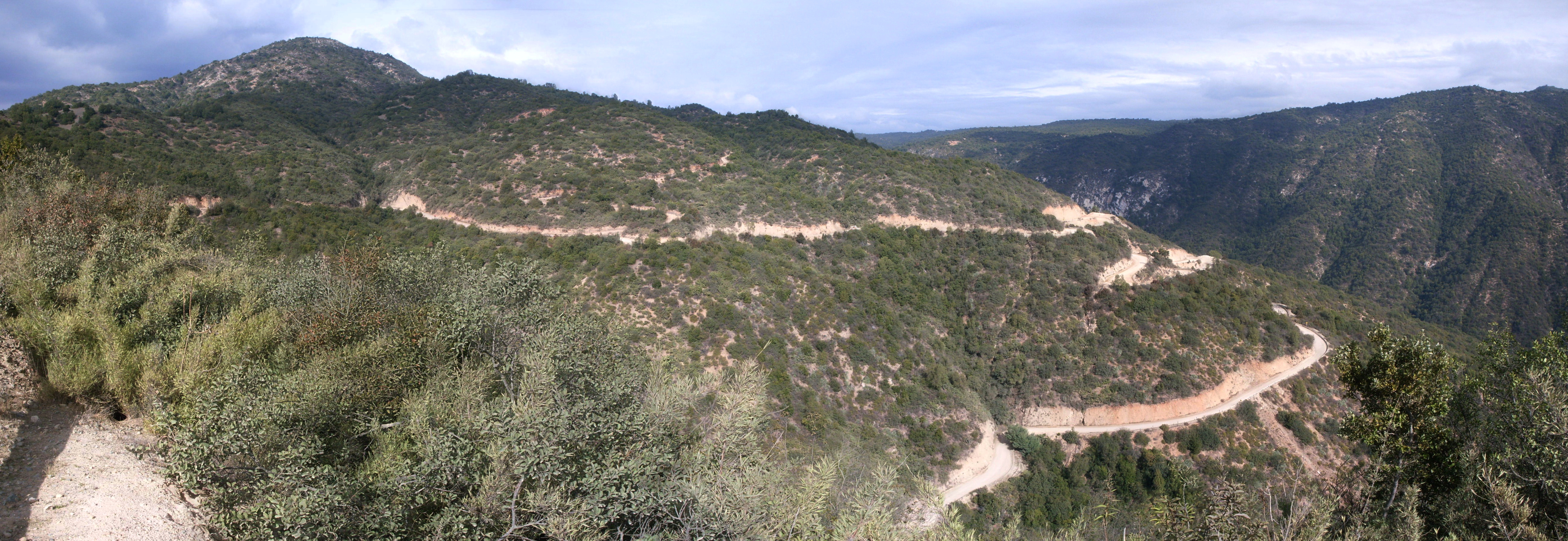
Cuesta de Colliguay, en la ruta de acceso a la localidad homónima.

Es un valle montañoso de la cordillera de costa con una superficie de 250 km² con una altitud que varía entre los 500 y los 2300 metros sobre el nivel del mar.
Clima
Colliguay pertenece a un clima de influjo templado seco, conocido como mediterráneo, caracterizado por contar con un período de sequía estival y otro con precipitaciones y bajas temperaturas durante el invierno. Cabe mencionar que el relieve occidental de Colliguay, que separa a las cuencas de Puangue y Marga-Marga, hace de límite entre un clima mediterráneo costero, determinado por menores oscilaciones térmicas diarias y estacionales, y el clima anteriormente señalado para el área, cuya variación térmica diaria y estacional es mayor.
Entre los meses de octubre y abril la alta presión del pacífico sur oriental se desplaza hacia latitudes más meridionales, manteniendo bajo su influencia la zona central de Chile, impidiendo el paso de las borrascas o sistemas frontales, ocasionando una ausencia de precipitaciones. Sin embargo, en los meses restantes, aquella alta presión se retira a latitudes más septentrionales, pudiendo con esto ingresar sistemas de baja presión, produciéndose en varias ocasiones precipitaciones líquidas, que terminarán recargando el caudal de los cursos de agua de la zona.
Hidrografía
Colliguay se encuentra insertado en la cuenca de drenaje del río Puangue, que es a su vez una subcuenca del río Maipo, y que por ende desaguan sus aguas en este último. El régimen hidrológico del señalado estero es pluvial, alimentado por las precipitaciones líquidas que caen al interior de la divisoria local de aguas, que corresponde a la sección de la Cordillera de la Costa para dicha extensión. Su caudal es mayor durante los meses de invierno.
Flora y fauna
Colliguay debido a su ubicación en altura y un acceso relativamente complicado es una zona en la que la vegetación de especies de árboles nativos se ha mantenido bastante protegida de la mano del hombre. Asimismo es posible ver gran cantidad de aves y animales autóctonos que han encontrado en esa zona un hábitat protegido. Su flora está constituida principalmente por litre, peumo, boldo, maitén y quillay. Por su parte, la fauna está compuesta por una variedad de aves: codorniz, loica, tordo, aguilucho y lechuza; además de conejos y zorros.

## Población
La población según el censo de 1990 es de 240 familias distribuidas en todo el valle, lo que equivale a aproximadamente 840 personas. La urbanización es baja, siendo la gran mayoría, sobre el 90 %, población rural. Sin embargo, la principal zona de desarrollo está en «El Molino», que cuenta con comercio, medialuna para rodeos, posta de atención médica y agua potable rural.

## Economía
La economía de la zona está constituida principalmente por la ganadería, la agricultura, la apicultura y la fabricación de carbón. Así, Colliguay fue declarado como Zona de Protección por el Ministerio de Agricultura (Decreto Ley 438 de 1974), bajo el amparo de la ley 15030 por el cual se regula el corte u aprovechamiento de cualquier forma de las áreas de protección.
Otra fuente de ingresos la constituye el turismo en temporada de verano, destacando las actividades de campismo en torno al estero Puangue, y el festival de Colliguay, que se realiza cada año en «El Molino» desde 1999.